# سالومي (تيتيان)
سالومي  هي لوحة زيتية رسمها تيتيان في عام 1515 على الأرجح، اللوحة حالياً ضمن مقتنيات معرض دوريا بامفيلي في روما.